# Neuer Annenkirchhof (Dresden)

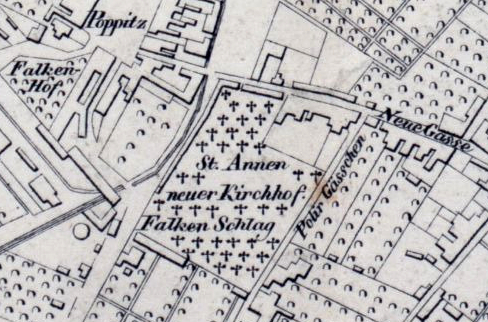
Der neue Annenkirchhof auf einem Stadtplan aus dem Jahr 1828

Der Annenfriedhof in der Wilsdruffer Vorstadt war ein Friedhof in Dresden, der von 1712 bis 1914 bestand. In Abgrenzung zum ersten Annenkirchhof wurde er zeitgenössisch auch als neuer Annenkirchhof bezeichnet. Es war der zweite von vier Friedhöfen der Dresdner Annengemeinde, zu denen neben dem Annenkirchhof (1.) auch der Alte (3.) und Neue Annenfriedhof (4.) gehören.

## Geschichte

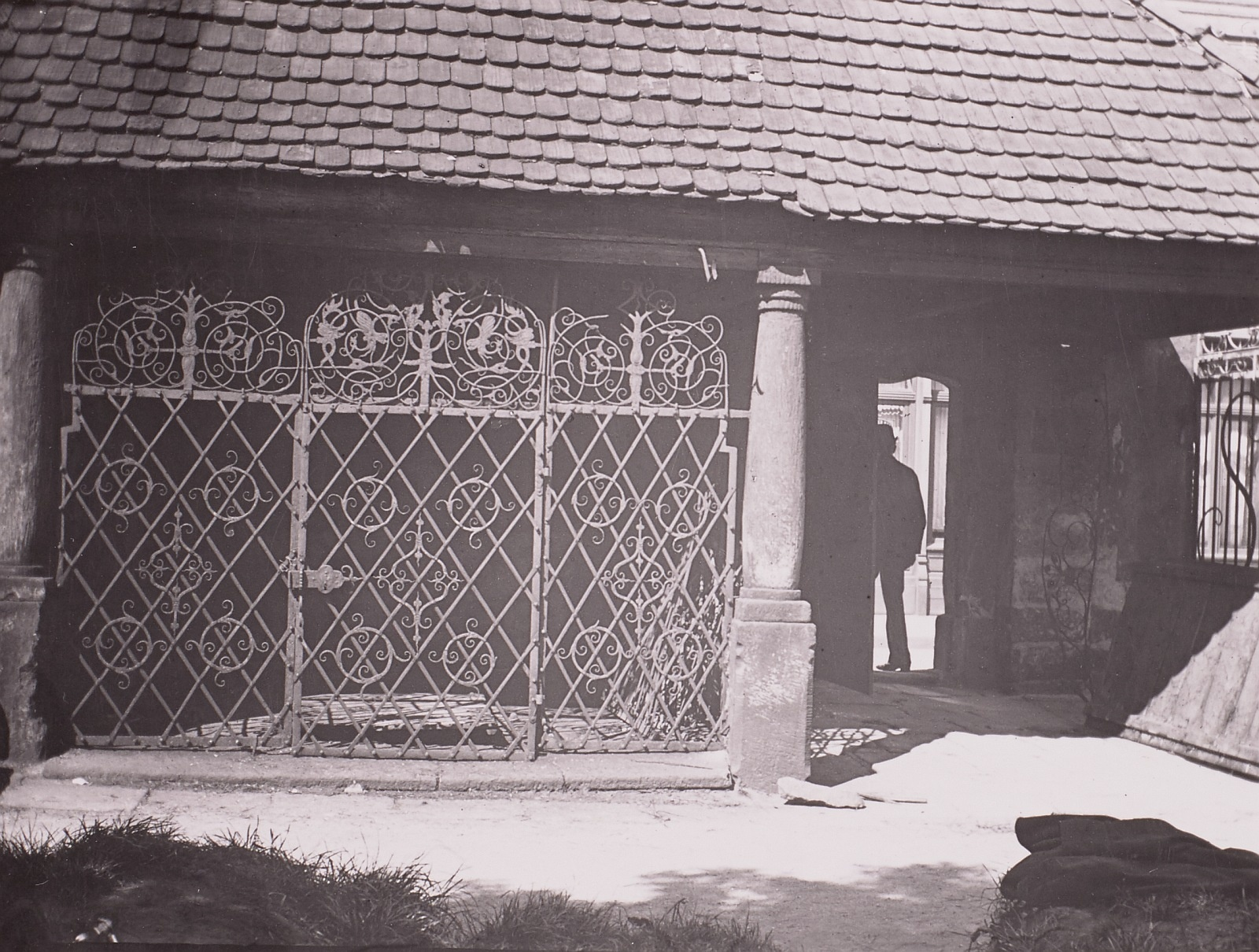
Gruft auf dem Annenkirchhof an der Nordostecke zur Polierstraße

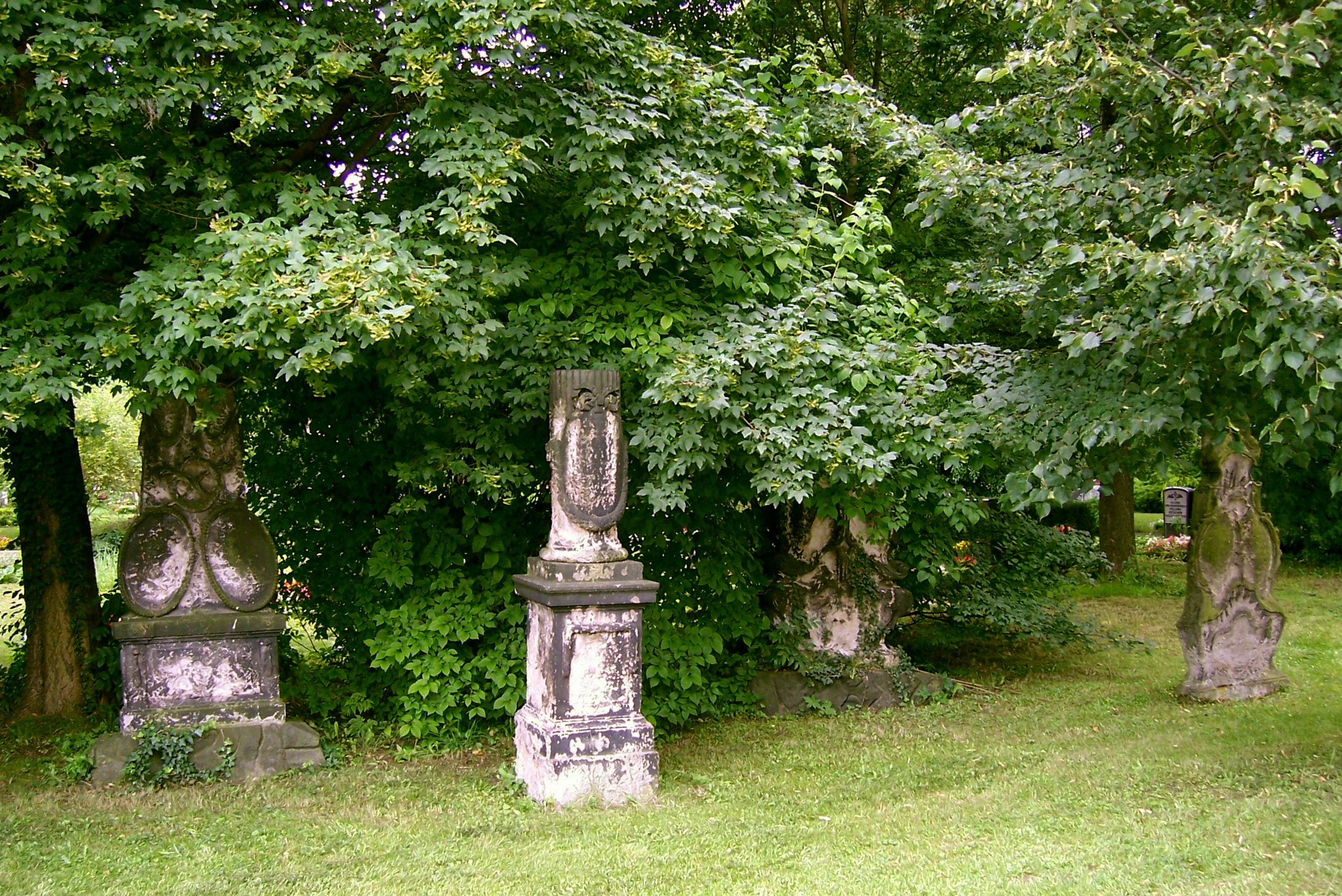
Erhaltene Gräber des neuen Annenkirchhofs im Eingangsbereich des Alten Annenfriedhofs

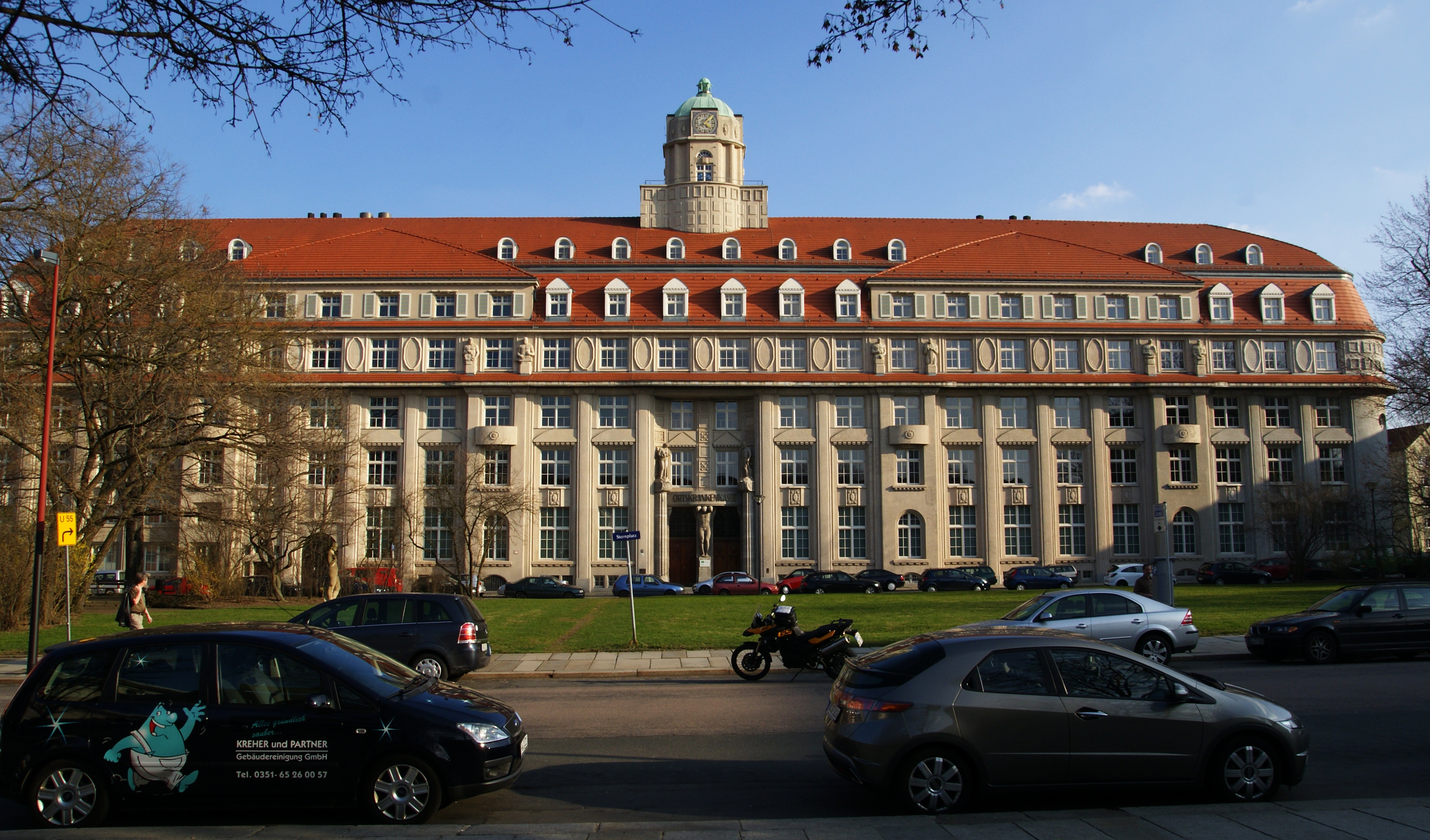
AOK-Verwaltungsgebäude im Jahr 2012, im Vordergrund der Sternplatz

Der Annenfriedhof entstand im Zuge der Erweiterung der Annenkirche, für die der bis dahin als Friedhof genutzte Annenkirchhof teilweise überbaut wurde. Da der Kirchhof nun zu klein war, wurde auf Veranlassung des Pastors der Annenkirche Johann Christian Schwartz 1712 der Annenfriedhof an der Neuen Gasse (später Josephinengasse, heute Josephinenstraße) am Falkenhof angelegt. Die Gemeinde hatte das Grundstück zuvor für 840 Taler erworben. Der Annenfriedhof lag am Ende der Neuen Gasse unweit der Dresdner Papiermühle. Im Osten wurde er von der Poliergasse begrenzt, im Westen vom Weißeritzmühlgraben, so beschrieb Johann Christian Hasche die Lage des Friedhofs als „hart an der Weißeritz“. Der Friedhof war von Beginn an mit einer Mauer umgeben, die die Gemeinde 1605 Taler gekostet hatte.
Im Laufe der Jahre wurde der Annenfriedhof umbaut, bis er spätestens im Jahr 1831 vollständig von Wohnbauten umgeben war. Aus dem Jahr 1831 stammte aufgrund dessen ein Antrag, den Friedhof zu schließen und die Toten der Gemeinde und der Dresdner Altstadt künftig auf dem Trinitatisfriedhof außerhalb der Stadt beizusetzen. Der Antrag stieß auf scharfen Protest der Annengemeinde und wurde abgelehnt. Der überfüllte Annenfriedhof wurde 1854 teilweise geschlossen, zumal bereits 1848 mit dem dritten Friedhof der Annenkirchgemeinde ein neuer Bestattungsplatz eingeweiht worden war. In Grüften des Annenfriedhofs durften jedoch weiterhin Bestattungen vollzogen werden, wenn eine behördliche Genehmigung vorlag. Am 11. Februar 1867 fand nachweislich die letzte Beisetzung auf dem Annenfriedhof statt.
Ab 1912 wurde das Gelände des Friedhofs durch das AOK-Verwaltungsgebäude überbaut. Im Jahr 1914 war der Annenfriedhof vollständig säkularisiert, wobei ein Teil der Grabdenkmäler auf dem angrenzenden Sternplatz aufgestellt wurde. Andere kamen in den Hof des Kunstgewerbemuseums. Kunstvolle schmiedeeiserne Gitter der Grüfte wurden ins Stadtmuseum gebracht. Erhalten haben sich einige wenige Grabdenkmäler, die auf dem Alten Annenfriedhof aufgestellt wurden. 

## Anlage und Grabstätten
Der Annenfriedhof hatte eine Fläche von 142,6 Ar bzw. 12 Scheffel. An der Friedhofsmauer waren in unregelmäßiger Folge Schwibbögen und Grüfte angebracht, die teilweise noch im Jahr 1898 erhalten waren. Cornelius Gurlitt beschrieb die in der nördlichen Ecke des Friedhofs erhaltenen Gruftreste als „von sehr bescheidener Gestaltung: Toskanische Sandsteinsäulen, über welchen ein Holzbalken das Ziegeldach trug. Die Oeffnungen waren durch schmiedeeiserne Gitter abgeschlossen“.
Chronist Johann Christian Hasche schrieb 1781, dass der Friedhof „jetzt viel schöne Monumente“ bzw. „viel schöne Schwibbögen und Epitaphia“ hat. Im Jahr 1854 waren neben 37 Grüften auch 615 einfache Grabstellen auf dem Friedhof vorhanden. Teilweise stammten die Grabsteine vom Frauenkirchhof, der im Jahr 1724 für den Neubau der Frauenkirche säkularisiert wurde. Von ihnen hatte sich im Jahr 1903 ein Grabdenkmal aus der Zeit der Renaissance erhalten. Weitere um 1900 erhaltene Grabsteine des Friedhofs reichten bis ins 18. Jahrhundert zurück. Dabei unterschied Gurlitt stilistisch zwei Grabformen:

„In der Rococoperiode ein Felspostament, sarkophagartigen Unterbau, Obelisk mit Inschriftkartuschen, Bekrönung mit Halbgiebeln, Voluten, Putten u. A. Das Ganze als Platte, nur auf der Vorderseite bearbeitet. […] In der Zeit des Klassicismus quadratischen Unterbau, cannelirte Säule mit Medaillons und Guirlanden bekränzt, darauf eine Vase oder Urne, mit Blumengewinden oder Tüchern geziert.“

Um 1900 waren zahlreiche Grabsteine verfallen und umgestürzt. Erhalten hatte sich zu dieser Zeit unter anderem das Grabdenkmal von Basilius Petritz und von Johann Georg Nathusius.

## Persönlichkeiten
Eine Besonderheit des Friedhofs war, dass auf ihm die Scharf- und Nachrichter Dresdens beigesetzt wurden. Zu den Persönlichkeiten, die auf dem Annenfriedhof ihre letzte Ruhe fanden, zählen:
- Guido Brescius (1824–1864), deutscher Eisenbahningenieur
- Emanuel Gottlieb Flemming (1772–1818), Begründer des sächsischen Blindenwesens
- Johann Heinrich von Heucher (1677–1747), Naturwissenschaftler und Arzt
- Johann Georg Nathusius (1722–1792), Pfarrer
- Basilius Petritz (1647–1715), Kreuzkantor